# Инкерин Лиитто (1922—1944)
«Инкерин Лиитто» (фин. Inkerin Liitto, «Ингерманландский союз») — организация ингерманландских беженцев в Финляндии в период с 1922 по 1944 год.

## История
Общество Инкерин Лиитто было основано в 1922 году ингерманландскими беженцами в Финляндии, покинувшими в 1919—1920 годы территорию Советской России во время Гражданской войны в России. Основными задачами Инкерин Лиитто были популяризация ингерманландского финского языка в Финляндии, поддержка ингерманландской культуры, поддержка образования ингерманландцев, оказание материальной и юридической помощи ингерманландским беженцам. 
Инкерин Лиитто издавало свою газету «Inkeri», распространяло материалы о жизни ингерманландских финнов в финляндских СМИ, среди учащихся из числа ингерманландских финнов и активистов национального движения. Общество Инкерин Лиитто проводило празднование Юханнуса. В 1924 году им были основаны Ингерманландский образовательный фонд (Inkerin Sivistysrahaston) и Ингерманландский архив (Inkerin arkiston).
Идея создания организации ингерманландских беженцев была выдвинута на съезде ингерманландских беженцев в Рауту (совр. Сосново) в начале 1922 года. В Хельсинки в июне того же года состоялось учредительное собрание Инкерин Лиитто, в котором приняли участие, среди прочих,  финский лингвист, исследователь народной поэзии, профессор Каарле Крон, финский военный деятель Эрик Хейнрикс, российский, а затем финский журналист, ингерманландский общественный деятель, кандидат философии Каапре Тынни и бывший председатель временного правительства Северной Ингрии капитан Юхо Тирранен. Создание Инкерин Лиитто поддержали Ассоциация финской культуры и Карельское академическое общество.
В 1928 году, когда издаваемая с 1922 года газета Inkeri прекратила своё существование, печатным органом беженцев-ингерманландцев стала еженедельная газета Свободная Карелия, издаваемая Восточно-Карельским комитетом Союза граждан Карелии в Выборге и предназначенная для беженцев из Восточной Карелии. В 1931 году название совместной газеты Восточно-Карельского комитета Союза граждан Карелии и Инкерин Лиитто было изменено на Vapaa Karjala ja Inkeri (Свободная Карелия и Ингерманландия). С 1938 года она издавалась под названием Karjala-Inkeri.
Общество Инкерин Лиитто в Финляндии было распущено осенью 1944 года на основании условий советско-финского перемирия. В 1988 году в СССР была создана новая организация с тем же названием — добровольное общество ингерманландских финнов Инкерин Лиитто.

## Председатели
- 1922—1927 Юрьё Коскелайнен[фин.]
- 1927—1929 Рафаэль Энгельберг[фин.]
- 1929—1939 Вяйнё Салминен[фин.]
- 1939—1942 Ханнес Сааринен[фин.]
- 1942—1944 Вилхо Хеланен

Секретарем Инкерин Лиитто с 1929 по 1944 год был Юусо Мустонен.